# ميناء الأحمدي
ميناء الأحمدي هو ميناء كويتي أنشأ عام 1949 و يقع في جنوب مدينة الكويت في محافظة الأحمدي مخصص لتصدير النفط وهو يعد أكبر ميناء لتصدير النفط في العالم وهو قادر على استقبال الناقلات النفطية الضخمة.